# Codice genetico

Una serie di codoni su una molecola di RNA messaggero. Ogni codone consiste di tre nucleotidi, solitamente corrispondenti ad un singolo amminoacido. Le basi azotate dei nucleotidi sono abbreviate con le lettere A, U, G e C. L'RNA utilizza U (uracile), mentre il DNA utilizza T (timina) al suo posto. Questa molecola di mRNA porterà l'informazione al ribosoma per sintetizzare la proteina secondo quanto previsto dal codice.

Il codice genetico è l'insieme delle regole con le quali viene tradotta l'informazione codificata nei nucleotidi costituenti i geni per la sintesi di proteine nelle cellule.
La decodifica biologica viene effettuata da un particolare RNA nel ribosoma, il quale assembla una serie di amminoacidi secondo un ordine specificato dall'mRNA. Ciò avviene utilizzando l'RNA transfer (tRNA), che trasporta gli amminoacidi e che legge l'mRNA tre nucleotidi alla volta, più specificamente la loro tripletta di basi, o codone. Un codone corrisponde a un singolo amminoacido.
Poiché la maggior parte dei geni si esprime secondo lo stesso codice, questo viene spesso indicato come "codice genetico canonico" o "standard", o semplicemente "il codice genetico", anche se in realtà alcune versioni si sono con il tempo evolute. Ad esempio, la sintesi proteica che avviene nei mitocondri umani si basa su un codice genetico leggermente diverso da quello standard.
Le basi dell'RNA sono quattro: adenina, guanina, citosina ed uracile (nel DNA l'uracile è sostituito dalla timina). Esistono quindi 43 = 64 codoni possibili. 61 di essi codificano gli amminoacidi, mentre i restanti tre (UAA, UAG, UGA) codificano segnali di stop (stabiliscono, cioè, a che punto deve interrompersi l'assemblamento della catena polipeptidica). Poiché gli amminoacidi che concorrono alla formazione delle proteine sono 20 e i codoni 64, essi in generale sono codificati da più di un codone (con l'eccezione di triptofano e metionina) pertanto il codice genetico viene definito  "degenere". Codoni distinti che codificano il medesimo amminoacido sono detti sinonimi.
Il codice genetico viene letto "senza punteggiatura" ossia linearmente di tre basi in tre basi e non è in genere sovrapponibile (ad esempio l'ultima base di un codone non può essere letta come la prima base del codone successivo, tuttavia nei virus i geni possono essere sovrapposti).

## Scoperta

Il codice genetico

Seri sforzi per capire come le proteine venissero codificate sono iniziati in seguito alla scoperta della struttura del DNA, avvenuta nel 1953. George Gamow postulò che gruppi di tre basi dovevano essere impiegati per codificare i 20 amminoacidi standard utilizzati dalle cellule viventi per costruire le proprie proteine. Avendo a disposizione quattro nucleotidi diversi, un codice costituito da 2 nucleotidi consentirebbe solo un massimo di 42 = 16 aminoacidi. Diversamente, un codice con 3 nucleotidi può codificare fino a 43 = 64 aminoacidi.
Nel 1961, l'esperimento di Crick, Brenner, Barnett, Watts-Tobin fu il primo a dimostrare che i codoni consistono in tre basi di DNA; nello stesso anno Marshall Nirenberg e Heinrich Matthaei furono, invece, i primi a chiarire la natura di un codone, presso il National Institutes of Health. Essi utilizzarono un sistema acellulare per tradurre una sequenza di RNA poli-uracile (ovvero: UUUUUU....) e così scoprirono che il polipeptide che avevano sintetizzato consisteva di sola fenilalanina (un amminoacido). Essi quindi dedussero che il codone UUU fosse specifico per quel dato amminoacido. A ciò seguirono esperimenti nel laboratorio di Severo Ochoa che portarono alla dimostrazione che la sequenza RNA poli-adenina (AAAAA...) codificava il polipeptide poli-lisina e che la sequenza RNA pol-citosina (CCCCC...) codificava il polipeptide poli-prolina. Pertanto il codone AAA specificava la lisina e il codone CCC specificava la prolina. Utilizzando diversi copolimeri, la maggior parte dei rimanenti codoni furono quindi determinati. Il lavoro successivo svolto da Har Gobind Khorana portarono ad identificare il resto del codice genetico. Poco dopo, Robert W. Holley determinò la struttura dell'RNA transfer (tRNA), la molecola adattatore che facilita il processo di traduzione dell'RNA in proteina. Questo lavoro si basò sugli studi precedenti di Severo Ochoa, il quale ricevette il Premio Nobel per la medicina nel 1959 per il suo lavoro sulla enzimologia della sintesi dell'RNA.
Estendendo questo lavoro, Nirenberg e Philip Leder dimostrarono la natura a tripletta del codice genetico e decifrarono i codoni del codice genetico standard. In questi esperimenti, varie combinazioni di mRNA furono fatte passare attraverso un filtro che conteneva ribosomi, gli organuli contenuti nelle cellule che realizzano la traduzione dell'RNA in proteina. Triplette univoche promuovono il legame di specifici tRNA al ribosoma. Leder e Nirenberg, grazie ai loro esperimenti, furono in grado di determinare le sequenze di 54 dei 64 codoni. Nel 1968, Khorana, Holley e Nirenberg ricevettero il Premio Nobel per la medicina per il loro lavoro.

## Importanti caratteristiche

### Quadro di lettura
Un codone viene definito dal nucleotide di partenza da cui inizia traduzione. Ad esempio, la stringa GGGAAACCC, se letta dalla prima posizione, contiene i codoni GGG, AAA, e CCC; se viene letto dalla seconda posizione, contiene i codoni GGA e AAC; se letto a partire dalla terza posizione, GAA e ACC. Ogni sequenza può, pertanto, essere letta in tre diverse fasi, ciascuna delle quali produrrà una sequenza amminoacidica diversa (nell'esempio dato, Gly-Lys-Pro, Gly-Asn, Glu-Thr, rispettivamente). Nella doppia elica del DNA, vi sono sei possibili "quadri di lettura", tre che indicano un orientamento in avanti su un capo del filamento e tre nella direzione inversa sull'altro filamento.

### Codoni di inizio e di stop
La traduzione inizia in corrispondenza di un codone di inizio ma, a differenza del codone di termine, questi non è sufficiente per avviare il processo di sintesi; in prossimità del codone di avvio devono infatti anche trovarsi alcune sequenze tipiche che permettono all'mRNA di legarsi ai ribosomi. Particolari sequenze, come la sequenza di Shine-Dalgarno nell'Escherichia coli e fattori di iniziazione, sono inoltre necessari per avviare la traduzione. Il codone di inizio più comune è AUG, che codifica anche la metionina o, nei batteri, la formilmetionina. A seconda dell'organismo, codoni alternativi di inizio possono essere GUG o UUG; questi codoni normalmente rappresentano, rispettivamente, la valina e la leucina, ma come codoni di inizio sono tradotti in metionina o formilmetionina. Altri codoni di inizio sono CUG, UUG e, nei procarioti, GUG e AUU.
Ai tre codoni di stop sono stati assegnati dei nomi:  UAG o codone Ambra, UAA o codone Ocra, e UGA o codone Opale. Il codone Ambra è stato chiamato così, dagli scopritori Richard Epstein e Charles Steinberg, in onore di Harris Bernstein che lo ha scoperto ed il cui cognome significa ambra in tedesco. Gli altri due codoni di terminazione sono stati chiamati in modo da rimanere nel tema dei colori (rispettivamente ocra e opale). I codoni di stop vengono anche chiamati codoni di "cessazione" o codoni "nonsense". Il loro scopo è di far sì che vi sia il rilascio del polipeptide nascente dal ribosoma e questo avviene poiché non vi è un tRNA affine che possieda anticodoni complementari a queste sequenze di stop, e quindi nel ribosoma viene a legarsi un fattore di rilascio.

### Effetto delle mutazioni

Esempi di mutazioni notevoli che possono verificarsi negli esseri umani.

Durante il processo di replicazione del DNA, occasionalmente possono verificarsi degli errori nella polimerizzazione del secondo filamento. Questi errori, chiamati mutazioni, possono avere un impatto sul fenotipo (ovvero le caratteristiche osservabili) di un organismo, specialmente se esse si verificano all'interno della sequenza del gene codificante una proteina. I tassi di errore sono solitamente molto bassi, stimabili i 1 errore ogni 10-100 milioni di basi, grazie alla capacità di "revisione" della DNA polimerasi.
Le mutazioni missenso e le mutazioni nonsenso sono esempi di mutazioni puntiformi, che possono causare malattie genetiche come l'anemia falciforme e la talassemia, rispettivamente. Le mutazioni missenso generalmente sono clinicamente importanti poiché comportano la modifica delle proprietà dell'amminoacido codificato tra cui se è essenziale, acido, polare o non polare, mentre le mutazioni nonsense comportano la formazione di un codone di stop.
Le mutazioni frameshift  sono dovute a delezione o inserzioni (indel) di un numero di nucleotidi non divisibile per 3, comportando lo spostamento del quadro lettura a valle della mutazione e quindi la codificazione di una sequenza amminoacidica non corrispondente a quella del trascritto originario. La conseguenza è la produzione di proteine anomale o la mancata esportazione o traduzione dell'mRNA mutato. L'ereditarietà delle mutazioni frameshift è rara, poiché la conseguente assenza di una proteina funzionale può causare la prematura morte dell'organismo. Una grave malattia dovuta ad una mutazione di questo tipo è la malattia di Tay-Sachs.
Sebbene la maggior parte delle mutazioni che comportano il cambiamento nelle sequenze proteiche sono dannose o, al limite, neutre, alcune possono comportare un effetto benefico su di un organismo consentendogli di resistere a particolari stress ambientali meglio degli organismi wild type (dotati di geni più comuni), o di riprodursi più rapidamente. In questi casi, la mutazione tenderà a diventare sempre più comune nella popolazione attraverso la selezione naturale. I virus che utilizzano l'RNA come materiale genetico, hanno tassi di mutazione molto rapidi, e ciò può essere per loro un vantaggio, dal momento che si evolveranno costantemente e rapidamente e quindi poter eludere le risposte difensive del sistema immunitario umano. Nelle grandi popolazioni composti da organismi a riproduzione asessuata, ad esempio nell'Escherichiacoli coli, possono coesistere molteplici mutazioni benefiche. Questo fenomeno è chiamato interferenza clonale e comporta competizioni tra le mutazioni.

### Degenerazione
Per degenerazione si intende la ridondanza del codice genetico, cioè due o più codoni corrispondono allo stesso amminoacido. Il codice genetico è ridondante, ma, tuttavia, non vi è alcuna ambiguità in esso (vedi le tabelle sottostanti). Ad esempio, sia il codone GAA che GAG specificano l'acido glutammico (ridondanza), ma nessuno dei due specifica qualsiasi altro amminoacido (assenza di ambiguità). I codoni che codificano un aminoacido possono differire in una delle loro tre posizioni. Per esempio la leucina è specificata dai codoni YUR o CUN (UUA, UUG, CUU, CUC, CUA, o CUG), con differenze nella prima o terza posizione, mentre l'amminoacido serina viene specificato dai codoni UCN o AGY (UCA, UCG, UCC, UCU, AGU, o AGC), con differenza nella prima, seconda o terza posizione).
Un codone è detto "quattro volte degenere" se qualsiasi nucleotide nella sua terza posizione codifica lo stesso amminoacido (ad esempio, UCA, UCC, UCG e UCU, tutti corrispondenti alla serina); è detto "due volte degenere" se solo due delle quattro basi nella sua terza posizione codificano lo stesso amminoacido (ad esempio AAA ed AAG, corrispondenti alla lisina). Nei codoni due volte degeneri, i nucleotidi equivalenti nella terza posizione sono sempre o due purine (A/G) o due pirimidine (C/U).
La ridondanza rende il codice genetico meno vulnerabile alle mutazioni causali. Un codone quattro volte ridondante può subire qualsiasi mutazione alla sua terza posizione ed un codone due volte ridondante può subire una delle tre possibili mutazioni alla sua terza posizione senza che l'amminoacido da esso espresso - e quindi la struttura della proteina in cui l'amminoacido verrà inserito - cambi. Inoltre, dato che le mutazioni per transizione (da una purina all'altra o da una pirimidina all'altra) sono più probabili delle mutazioni per transversione (da purina a pirimidina o viceversa), l'equivalenza tra purine o tra pirimidine nei codoni due volte degeneri aggiunge un'ulteriore resistenza. Infatti, gli eventuali errori posti nella terza posizione di una tripletta causano soltanto una mutazione silente o un errore, senza che la proteina venga pregiudicata, poiché l'idrofilia o l'idrofobia viene mantenuta dalla sostituzione equivalente degli amminoacidi; per esempio, un codone di NUN (dove N è un qualsiasi nucleotide) tende a codificare aminoacidi idrofobici; NAN codifica residui idrofili di medie dimensioni. Il codice genetico è così ben strutturato per l'idropatia che una analisi matematica (decomposizione ai valori singolari) di 12 variabili (4 nucleotidi x 3 posizioni) produce una correlazione notevole (C=0,95) per la predizione dell'idropatia dell'amminoacido codificato direttamente dalla sequenza nucleotidica, senza la traduzione. Come si vede dalla tabella sottostante, otto amminoacidi non sono interessati da eventuali mutazioni nella terza posizione del codone, mentre una mutazione nella seconda posizione rischia di provocare un cambiamento radicale nelle proprietà fisico-chimiche dell'aminoacido codificato.

## Trasferimento di informazioni attraverso il codice genetico
Il genoma di un organismo si trova nel DNA o, nel caso di alcuni virus, nell'RNA. La porzione del genoma che codifica una o più catene polipeptidiche o per l'RNA è chiamato gene. I geni che codificano le proteine sono composti da unità di tre nucleotidi chiamati codoni, di cui ciascuna di esse codifica un singolo amminoacido. Ogni nucleotide consiste di un fosfato, di uno zucchero deossiribosio e di una delle quattro basi azotate. La basi puriniche, adenina (A) e guanina (G), sono le più grandi e sono costituite da due anelli aromatici. Le basi pirimidiniche, citosina (C) e timina (T), sono più piccole e consistono di un solo anello aromatico. Nella configurazione a doppia elica, i due filamenti di DNA sono uniti tra loro da legami idrogeno in una forma nota come coppia di basi. Questi legami si formano quasi sempre tra la base adenina su un filamento e una base timina sull'altro, oppure tra una base citosina e una base guanina. Ciò significa che, in un determinato filamento a doppia elica, il numero di basi A e T sarà lo stesso, così come il numero di basi G e C. Nell'RNA, la timina (T) è sostituita dall'uracile (U) e il desossiribosio è sostituito dal ribosio.
Ogni gene codificante proteine viene trascritto in una molecola del polimero RNA. Nei procarioti, questo RNA funziona come RNA messaggero o mRNA; negli eucarioti, la trascrizione deve essere elaborata per produrre un m-RNA maturo. L'm-RNA interagisce nel citoplasma con l'R-RNA. A questo punto il T-RNA che porta con sé un amminoacido specifico si lega all'M-RNA permettendo la formazione di una catena amminoacidica. L’interazione avviene mediante il riconoscimento della prima base dell’anticodone presente sul T-RNA con l’ultima base del codone posto sull' M-RNA: legame complementare e antiparallelo.
Vi sono 43=64 possibili diverse combinazioni di codoni formati da tre nucleotidi; tutti i 64 codoni corrispondono ad un amminoacido o ad un segnale di stop. Se, per esempio, viene considerata una sequenza di RNA UUUAAACCC e il quadro di lettura inizia con il primo U (per convenzione, 5' a 3'), vi sono tre codoni, ovvero UUU, AAA, e CCC, ciascuno dei quali specifica un amminoacido. Pertanto, questa sequenza di RNA a 9 basi sarà tradotta in una sequenza di tre amminoacidi. Un dato aminoacido può essere codificato da una a sei diverse sequenze di codone.
Il codice genetico standard viene mostrato nelle seguenti tabelle. La tabella 1 mostra quale aminoacido viene codificato da ciascuno dei 64 codoni. La tabella 2 mostra quali codoni specificano i 20 amminoacidi standard coinvolti nella traduzione. Ad esempio, il codone "AAU" rappresenta l'aminoacido asparagina, e "UGU" e "UGC" rappresentano la cisteina (nella denominazioni standard a tre lettere standard, Asn e Cys, rispettivamente).

## Tabella codifica codoni nel DNA
| apolare | polare | basico | acido | codone di stop |

| Prima base | Seconda base | Seconda base         | Seconda base | Seconda base     | Seconda base | Seconda base             | Seconda base | Seconda base       | Terza base |
| Prima base | T            | T                    | C            | C                | A            | A                        | G            | G                  | Terza base |
| ---------- | ------------ | -------------------- | ------------ | ---------------- | ------------ | ------------------------ | ------------ | ------------------ | ---------- |
| T          | TTT          | (Phe/F) Fenilalanina | TCT          | (Ser/S) Serina   | TAT          | (Tyr/Y) Tirosina         | TGT          | (Cys/C) Cisteina   | T          |
| T          | TTC          | (Phe/F) Fenilalanina | TCC          | (Ser/S) Serina   | TAC          | (Tyr/Y) Tirosina         | TGC          | (Cys/C) Cisteina   | C          |
| T          | TTA          | (Leu/L) Leucina      | TCA          | (Ser/S) Serina   | TAA          | Stop (Ocra)              | TGA          | Stop (Opale)       | A          |
| T          | TTG          | (Leu/L) Leucina      | TCG          | (Ser/S) Serina   | TAG          | Stop (Ambra)             | TGG          | (Trp/W) Triptofano | G          |
| C          | CTT          | (Leu/L) Leucina      | CCT          | (Pro/P) Prolina  | CAT          | (His/H) Istidina         | CGT          | (Arg/R) Arginina   | T          |
| C          | CTC          | (Leu/L) Leucina      | CCC          | (Pro/P) Prolina  | CAC          | (His/H) Istidina         | CGC          | (Arg/R) Arginina   | C          |
| C          | CTA          | (Leu/L) Leucina      | CCA          | (Pro/P) Prolina  | CAA          | (Gln/Q) Glutammina       | CGA          | (Arg/R) Arginina   | A          |
| C          | CTG          | (Leu/L) Leucina      | CCG          | (Pro/P) Prolina  | CAG          | (Gln/Q) Glutammina       | CGG          | (Arg/R) Arginina   | G          |
| A          | ATT          | (Ile/I) Isoleucina   | ACT          | (Thr/T) Treonina | AAT          | (Asn/N) Asparagina       | AGT          | (Ser/S) Serina     | T          |
| A          | ATC          | (Ile/I) Isoleucina   | ACC          | (Thr/T) Treonina | AAC          | (Asn/N) Asparagina       | AGC          | (Ser/S) Serina     | C          |
| A          | ATA          | (Ile/I) Isoleucina   | ACA          | (Thr/T) Treonina | AAA          | (Lys/K) Lisina           | AGA          | (Arg/R) Arginina   | A          |
| A          | ATG          | (Met/M) Metionina    | ACG          | (Thr/T) Treonina | AAG          | (Lys/K) Lisina           | AGG          | (Arg/R) Arginina   | G          |
| G          | GTT          | (Val/V) Valina       | GCT          | (Ala/A) Alanina  | GAT          | (Asp/D) Acido aspartico  | GGT          | (Gly/G) Glicina    | T          |
| G          | GTC          | (Val/V) Valina       | GCC          | (Ala/A) Alanina  | GAC          | (Asp/D) Acido aspartico  | GGC          | (Gly/G) Glicina    | C          |
| G          | GTA          | (Val/V) Valina       | GCA          | (Ala/A) Alanina  | GAA          | (Glu/E) Acido glutammico | GGA          | (Gly/G) Glicina    | A          |
| G          | GTG          | (Val/V) Valina       | GCG          | (Ala/A) Alanina  | GAG          | (Glu/E) Acido glutammico | GGG          | (Gly/G) Glicina    | G          |

La tabella codone RNA è essenzialmente identica a quella per il DNA, ma con T sostituito da U.

### Codifica inversa
| Ala   | A | GCU, GCC, GCA, GCG           | Leu  | L | UUA, UUG, CUU, CUC, CUA, CUG |
| Arg   | R | CGU, CGC, CGA, CGG, AGA, AGG | Lys  | K | AAA, AAG                     |
| Asn   | N | AAU, AAC                     | Met  | M | AUG                          |
| Asp   | D | GAU, GAC                     | Phe  | F | UUU, UUC                     |
| Cys   | C | UGU, UGC                     | Pro  | P | CCU, CCC, CCA, CCG           |
| Gln   | Q | CAA, CAG                     | Ser  | S | UCU, UCC, UCA, UCG, AGU, AGC |
| Glu   | E | GAA, GAG                     | Thr  | T | ACU, ACC, ACA, ACG           |
| Gly   | G | GGU, GGC, GGA, GGG           | Trp  | W | UGG                          |
| His   | H | CAU, CAC                     | Tyr  | Y | UAU, UAC                     |
| Ile   | I | AUU, AUC, AUA                | Val  | V | GUU, GUC, GUA, GUG           |
| start |   | AUG, GUG                     | stop |   | UAG, UGA, UAA                |

## Variazioni al codice genetico standard
Sebbene lievi variazioni del codice standard erano state previste fin dall'inizio, esse non sono state scoperte fino al 1979 quando i ricercatori che studiavano i geni mitocondriali umani scoprirono che essi utilizzavano un codice alternativo. Molte altre piccole varianti sono state scoperte da allora, tra cui vari codici mitocondriali alternativi e piccole varianti come la traduzione del codone UGA a triptofano nelle specie di Mycoplasma e la traduzione di CUG come una serina piuttosto che una leucina nei lieviti del "clade CTG" (la Candida albicans fa parte di questo gruppo). Poiché i virus devono utilizzare lo stesso codice genetico dei loro ospiti, le modifiche al codice genetico standard potrebbe interferire con la sintesi o il funzionamento delle proteine virali. Tuttavia, alcuni virus (come i totivirus) hanno adattato il codice alle modifiche genetiche dell'ospite. Nei batteri e negli archeobatteri, GUG e UUG sono comuni codoni di inizio, ma in rari casi, alcune proteine possono utilizzare codoni di inizio alternativi non normalmente utilizzate da tali specie.
Anche i protozoi ciliati presentano qualche modifica: in loro (come anche in alcune specie di alga verde) UAG e, spesso, UAA codificano la glutammina e UGA codifica la cisteina. In alcune specie di lievito, CUG codifica la serina. In altre specie di batteri ed archeobatteri i codoni di arresto codificano invece amminoacidi non comuni: UGA codifica la selenocisteina e UAG la pirrolisina. È possibile che vi siano altri amminoacidi non-standard la cui codifica è ancora ignota. Inoltre si possono avere diversissime variazioni anche del codice genetico mitocondriale, che inoltre ha tassi di evoluzione maggiore a seguito dell'inefficienza dei meccanismi di riparazione del DNA. Ad esempio, oltre ai già citati vertebrati (CGM 2), anche gruppi filogeneticamente vicini a noi, come ad esempio le Ascidie, hanno un codice genetico mitocondriale particolare.
In certe proteine, gli amminoacidi non standard sono sostituiti da codoni di stop, a seconda delle sequenze di segnali associati a dell'RNA messaggero. Ad esempio, UGA può codificare selenocisteina e UAG può codificare pirrolisina. La selenocisteina è classificato come l'amminoacido 21 e la pirrolisina come il 22. A differenza della selenocisteina, la pirrolisina codificata UAG viene tradotta grazie alla partecipazione di un apposito tRNA sintetasi. Sia la selenocisteina che la pirrolisina possono essere presenti nello stesso organismo. Anche se il codice genetico in un organismo è normalmente immutabile, in alcuni casi ciò può non essere vero: ad esempio l'archeobatterio acetohalobium arabaticum può espandere il suo codice genetico da 20 a 21 amminoacidi (aggiungendo la pirrolisina) quando si riscontrano alcune condizioni di crescita.
Nonostante queste differenze, tutti i codici genetici noti presenti nelle forme di vita della Terra sono molto simili meccanismo di codifica è lo stesso per tutti gli organismi: codoni di tre basi, tRNA, ribosomi, lettura del codice nella stessa direzione e traduzione del codice a tre lettere in sequenze di amminoacidi. Dato che i codici genetici possibili e potenzialmente adatti alla vita sono molti, la teoria dell'evoluzione fa pensare che questo codice genetico sia andato a definirsi molto presto nella storia della vita su questo pianeta. Le pressioni che poi possono aver portato all'evoluzione di codici genetici non canonici sono state sicuramente secondarie, in particolare si pensa legate a fenomeni di resistenza al trasferimento genico o all'attacco virale.

### Espansione del codice genetico
Dal 2001, 40 amminoacidi non naturali sono stati aggiunti alle proteine creando un codone unico (ricodifica) ed un corrispondente RNA transfer. Ciò ha permesso di studiare proprietà fisico-chimiche e biologiche diverse e per esplorare la struttura delle proteine, la loro funzione o per crearne di nuove o migliore quelle già esistenti.
H. Murakami e M. Sisido hanno esteso alcuni codoni portandoli a quattro e cinque basi. Steven A. Benner sintetizzò un 65° codone funzionale (in vivo).

## Origine
Se gli aminoacidi fossero stati assegnati in modo casuale ai codoni, allora ci sarebbero 1.5 x 1084 possibili codici genetici tra cui scegliere. Questo numero è individuato calcolando quanti modi vi sono per posizionare 21 elementi (20 aminoacidi più uno di stop) in 64 posizioni, in cui ciascun elemento è utilizzato almeno una volta. Il codice genetico usato da tutte le forme di vita conosciute è quasi universale, con solo qualche piccola variante. Ci si potrebbe quindi chiedere se tutte le forme di vita presenti sulla Terra discendano da un unico antenato che è andato incontro a mutazioni che abbiano ottimizzato il codice genetico. Sono state formulate diverse ipotesi sulle origini e sull'evoluzione del codice genetico.
Le tante ipotesi possono essere raggruppate in quattro temi principali riguardanti l'evoluzione del codice genetico:
- Principi chimici governano le specifiche interazione dell'RNA con gli aminoacidi. Esperimenti condotti su aptameri hanno dimostrato che alcuni aminoacidi hanno una affinità chimica selettiva per la tripletta di basi che li codifica.[47] Recenti esperimenti mostrano che degli 8 aminoacidi testati, 6 mostrano alcune associazioni tripletta-amminoacido.[45][48]
- Espansione biosintetica. Il codice genetico standard moderno è il risultato dell'evoluzione di un codice precedente più semplice grazie ad un processo di "espansione biosintetica". Da qui l'idea che la vita primordiale abbia "scoperto" nuovi amminoacidi (ad esempio come sottoprodotti del metabolismo) che poi sono stati inglobati nel meccanismo della codifica genetica. Anche se molte prove circostanziali hanno suggerito che un minor numero di differenti aminoacidi furono utilizzati in passato rispetto ad oggi,[49] ipotesi precise e dettagliate su quali aminoacidi siano entrati nel codice si sono rivelate molto più controverse.[50][51]
- La selezione naturale ha portato alle assegnazioni del codone del codice genetico tali da minimizzare gli effetti delle mutazioni.[52] Un'ipotesi recente[53] suggerisce che il codice a tripletta sia derivato da altri codici più lunghi (come i codoni quaternari). Un sistema di codifica più lungo di una tripletta garantirebbe un maggior grado di ridondanza al codone e sarebbe più resistente agli errori. Questa caratteristica avrebbe consentito una decodifica accurata in assenza di sistemi altamente complessi come il ribosoma di cui le prime cellule erano prive.
- Canali di informazione: il modello della teoria dell'informazione consiste nella traduzione del codice genetico in corrispondenti amminoacidi come un canale informativo incline all'errore.[54] Il rumore intrinseco (cioè l'errore) nei canali pone la domanda di come sia possibile che il codice genetico possa tollerare l'influenza del rumore[55] riuscendo a tradurre in modo accurato ed efficiente le informazioni. I modelli[56] suggeriscono che il codice genetico sia nato come il risultato dell'interazione di tre forze evolutive contrastanti: le esigenze dei diversi aminoacidi,[57] la tolleranza agli errori[52] e il minimo dispendio di risorse.

Le molecole di RNA transfer sembrano essersi sviluppate prima delle moderne amminoacil-tRNA sintetasi, per cui quest'ultima non può essere parte della spiegazione dei vari modelli proposti.
Inoltre, sono stati esplorati modelli comprendenti aspetti che sommano due o più dei suddetti temi. Ad esempio, i modelli basati sul gioco di segnalazione combinano elementi della teoria dei giochi, la selezione naturale e la teoria dell'informazione. Tali modelli sono stati utilizzati per suggerire che i primi polipeptidi fossero probabilmente brevi e possedessero alcune funzioni diverse da quella enzimatica. Modelli teorici hanno anche suggerito che l'organizzazione nelle cellule di stringhe di RNA potevano essere necessari per evitare l'uso "ingannevole" del codice genetico, cioè impedendo all'equivalente ancestrale del virus di stravolgere la sequenza dell'RNA.
La distribuzione delle assegnazioni del codone nel codice genetico non è casuale. Per esempio, determinati gruppi di codice genetico codificano determinati aminoacidi. Quelli che condividono la stessa via biosintetica tendono ad avere nei loro codoni la prima base uguale. Gli aminoacidi con proprietà fisiche simili tendono ad avere codoni simili, al fine di ridurre i problemi causati dalle mutazioni puntiformi e da errori di traduzione. Un'ipotesi coerente per spiegare l'origine del codice genetico dovrebbe anche affrontare o prevedere le seguenti caratteristiche:
1. assenza di codoni per D-amminoacidi
2. modelli di codoni secondari per alcuni aminoacidi
3. confinamento di posizioni sinonimo per la terza posizione
4. limitazione a 20 aminoacidi invece di un numero più vicino a 64
5. relazione tra i modelli di codoni di stop con i modelli di codifica di aminoacidi